# Ilbandornis
Ilbandornis — викопний птах родини Дроморнісові (Dromornithidae). Птах існував у міоцені в Австралії. Скам'янілі рештки знайдені у Північній Австралії у відкладеннях формування Алькута.  Птах мав тонші ноги ніж у інших дроморнісових і нагадував страуса. Він мав великий дзьоб і був травоїдним.

## Види
- Ilbandornis lawsoni
- Ilbandornis woodburnei

## Див.також
- Список викопних птахів